# واما
واما  (به انگلیسی: Wama) روستایی در استان ساحلی، کنیا می‌باشد.